# Понедељак
Понедељак је први дан седмице, који се налази између недеље и уторка. У српском језику је добио назив по једноставној чињеници да наступа по недељи, односно после недеље.
Понедељак је, у ствари, први дан седмице у већем делу Европе, Аустралији, деловима Африке и Јужној Америци. У Азији, многи језици се односе на понедељак као на „дан почетка“. На пример, понедељак је xingqi yi на кинеском, што значи први дан у седмици.
У осталим деловима света, понедељак је други дан. Ово је традиционални поглед у Канади и Сједињеним Државама. Име овог дана у арапском, јерменском, грузинском, грчком, хебрејском и португалском језику има значење „други дан“.
Модерна култура обично гледа на понедељак као на почетак радне недеље, зато што је типично понедељак дан када се одрасли враћају на посао, а деца у школе после викенда. Овде, међутим, постоје изузеци; у земљама Средњег истока, почетак радне недеље је обично субота (четвртак и петак се онда празнују као викенд). У Израелу, недеља је први дан радне недеље. Петак је половично радни дан, а петак увече и субота представљају Сабат.